# Eugène Pirou

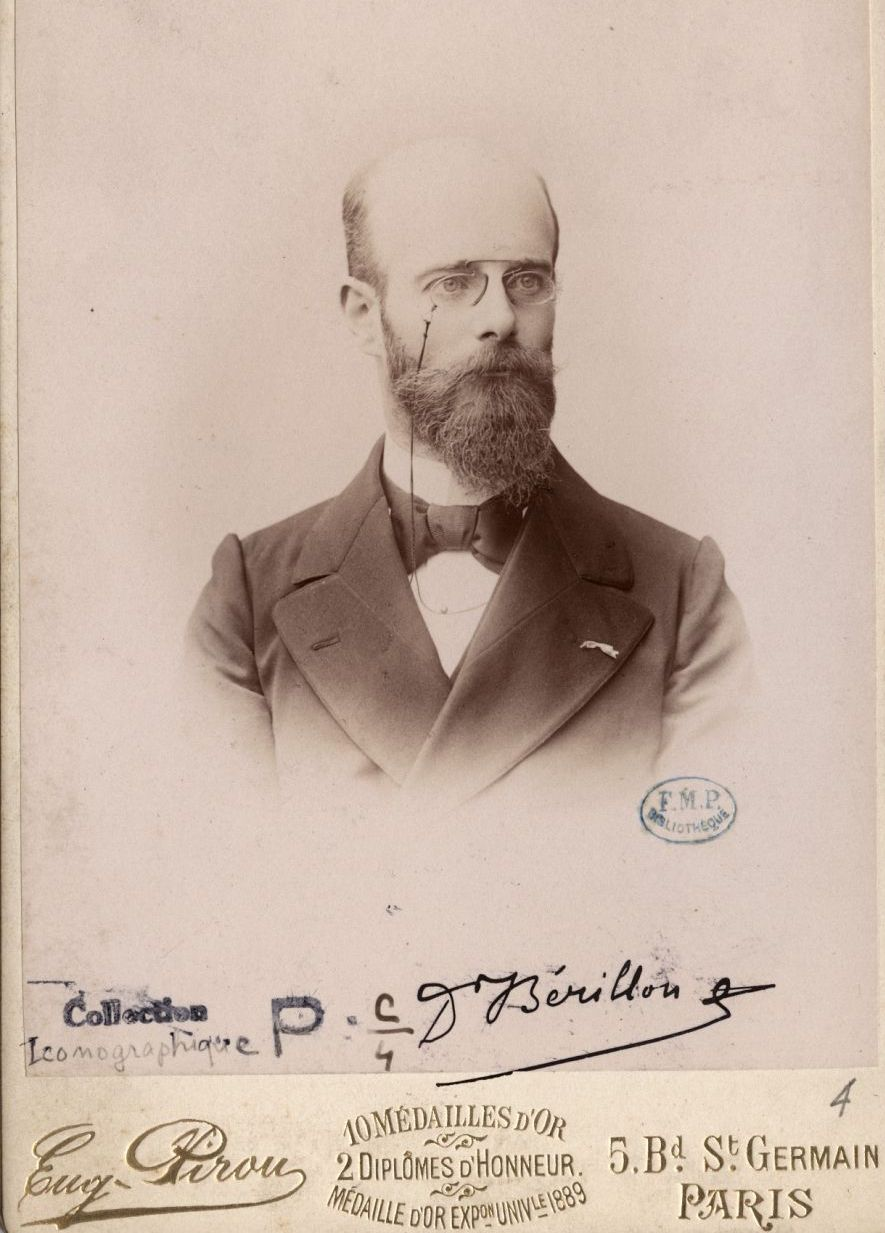
Eugène Pirou: Edgar Berillon (1859-1948), francouzský psycholog

Eugène Pirou (1841-1909) byl francouzský portrétní fotograf a režisér.

## Životopis
Jako fotograf je Pirou známý svými portréty významných osobností i snímky událostí během Pařížské komuny - dočasného státního zřízení ve Francii od března do května roku 1871. Fotografoval francouzské prezidenty své doby, jako byli například Armand Fallières nebo Émile Loubet.
Měl vlastní fotografické studio na Boulevard Saint-Germain č.p. 5 v Paříži a v roce 1889 založil další na Rue Royale č.p. 23 v nepoužívané místnosti evangelické mise.
Byl spojován s Ottou, se kterým měli studia na Place de la Madeleine č.p. 3 v Paříži.

## Ocenění
- 10 zlatých medailí
- 2 čestné hodnosti
- Zlatá medaile na Světové výstavě v Paříži v roce 1889

## Muzea a sbírky
- Bibliothèque nationale de France, Paříž
- Metropolitní muzeum umění, New York

## Prodej fotografií autora
- 2007 - Grand Duc Nicolas II de Russie, en compagnie d'Etats Majors, tirage papier: H: 26,7cm X L: 37,5 cm, année 1912, (vente Tajan 21 juin 2007, lot n°1 art russe)[1]
- 2010 - Portrait de John Y. Nelson tirage 16,5cm X 11cm (vente 16 février 2010 M° Ader lot 119, vente western), 1889, atelier 23 rue Royale[2]
- 2010 - Portrait en pied de Buffalo Bill tirage avec envoi du sujet 1889 studio 23 rue Royale à Paris (vente du 16 février 2010 par Maître Ader lot 110, western)[3]

## Galerie

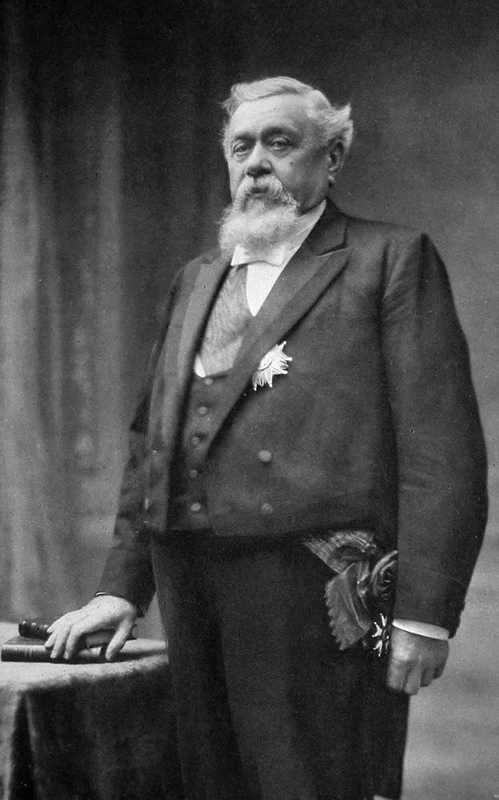
Armand Fallières
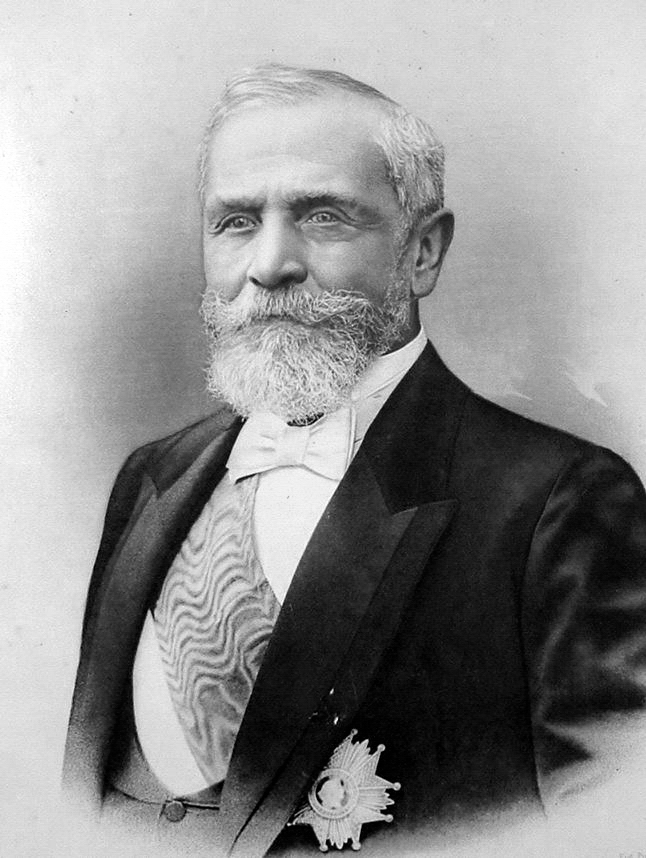
Émile Loubet
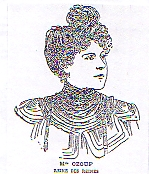
Clotilde Ozouf
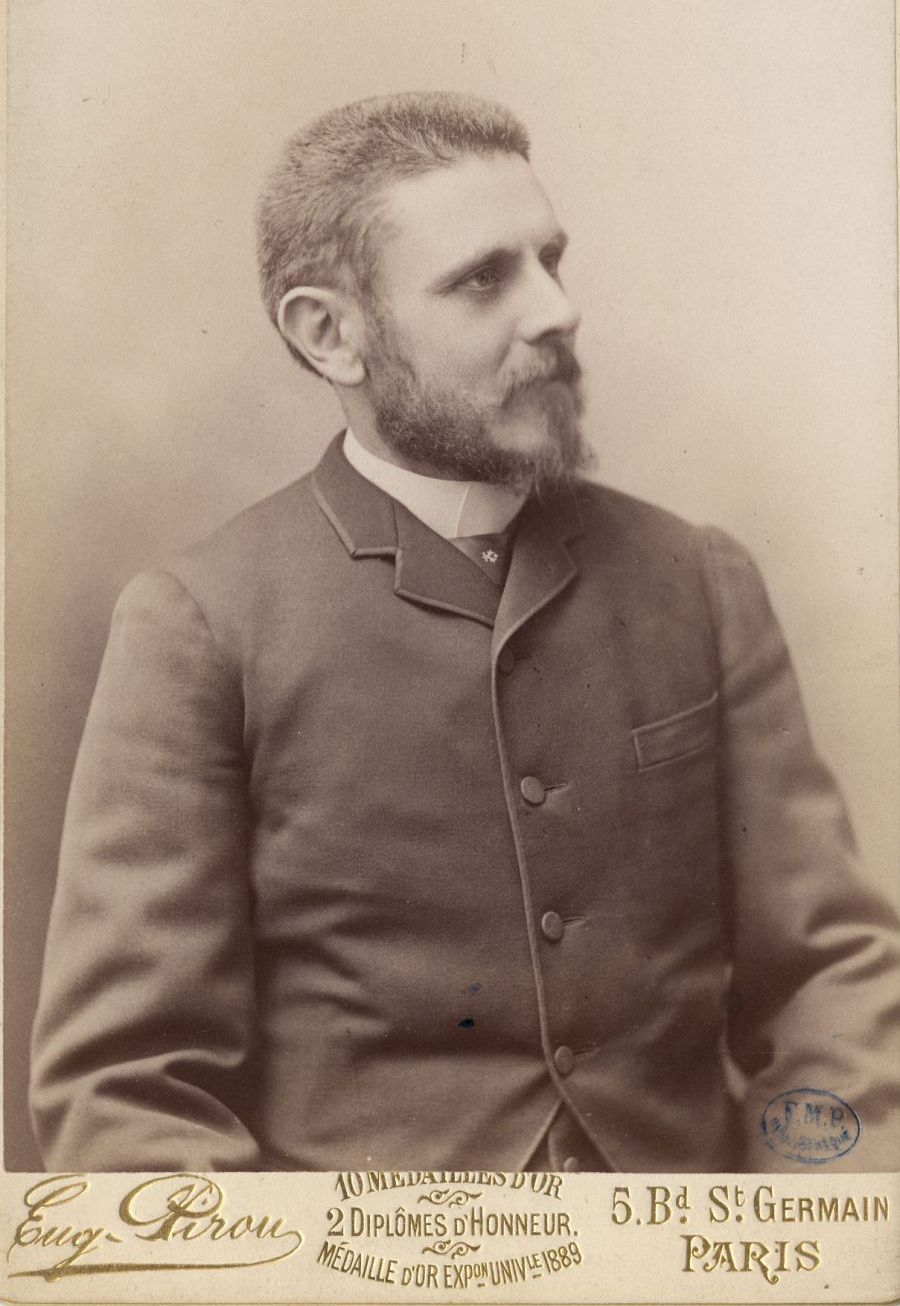
Pierre Marie
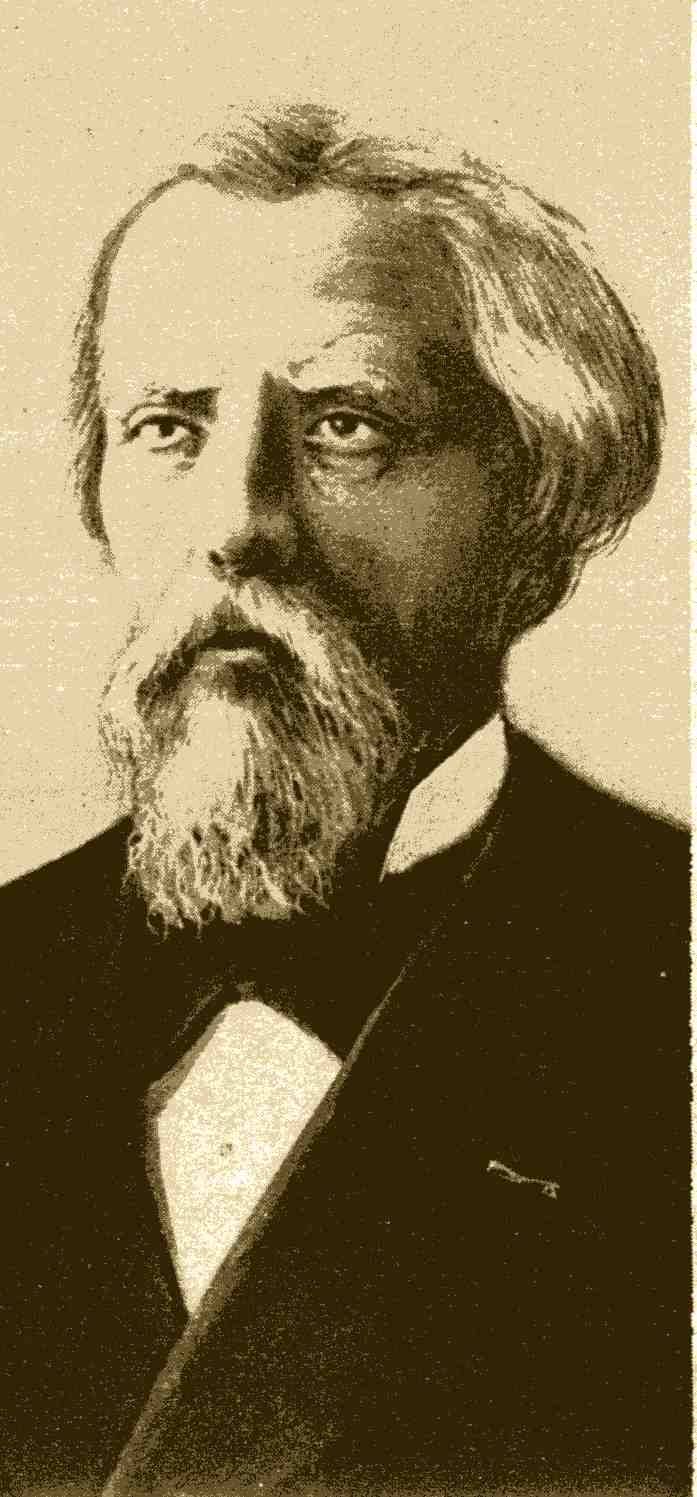
Philippe Van Tieghem
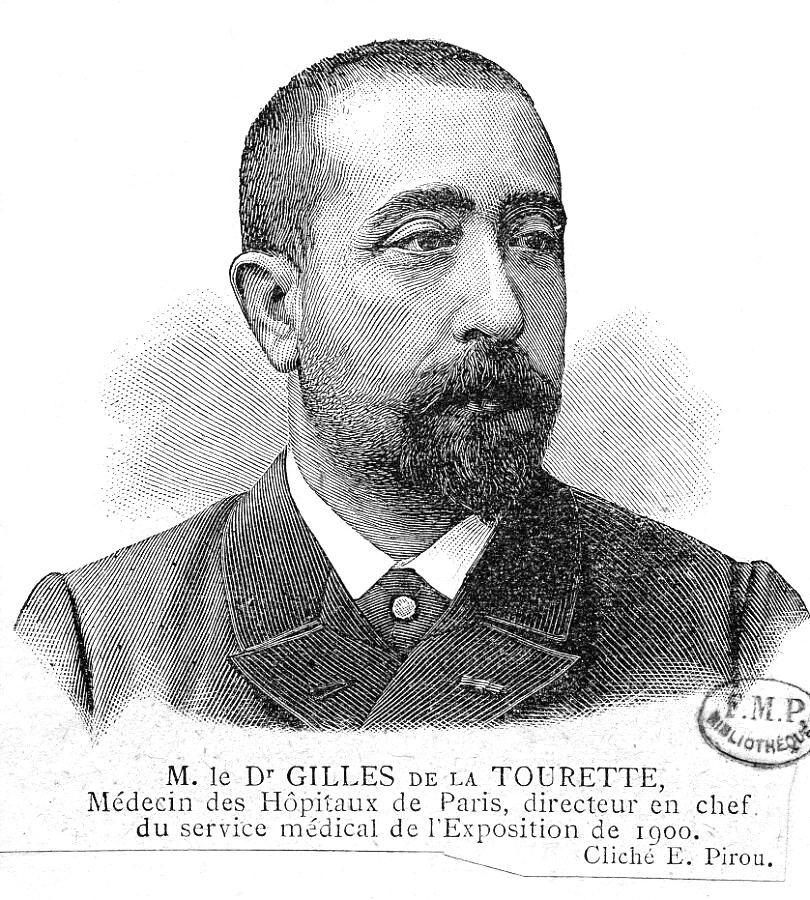
Georges Gilles de la Tourette